# يوزيبيو أكاسوزو
يوزيبيو أكاسوزو (بالإسبانية: Eusebio Acasuzo)‏ (مواليد 8 أبريل 1952) هو لاعب كرة قدم. يلعب مع منتخب بيرو لكرة القدم. سبق له أن لعب في كأس العالم لكرة القدم مع منتخب بلاده.

## روابط خارجية
- يوزيبيو أكاسوزو على موقع الاتحاد الدولي (مؤرشف)  (الإنجليزية)
- يوزيبيو أكاسوزو على موقع قاعدة بيانات كرة القدم.إي يو (الإنجليزية)
- يوزيبيو أكاسوزو على موقع ناشيونال فوتبول تيمز (الإنجليزية)
- يوزيبيو أكاسوزو على موقع عالم كرة القدم.نت (الإنجليزية)